# Спектри (симфонія)
Спе́ктри — симфонія Валентина Сильвестрова для камерного оркестру, написана 1965 року. Присвячена Ігорю Блажкову. Складається з трьох частин, тривалість близько 15 хвилин. Разом з Симфонією № 2 та Симфонією № 3 утворює цикл «Космічні пасторалі».
Прем'єра відбулася 1965 року у Великому залі Ленінградської філармонії, диригент — Ігор Блажков.
Створення симфонії пов'язано зі сценарієм фільму Сергія Параджанова «Київські фрески», її музика засобами тембру і темпу відображає відтінки вогню і світла, які мали бути у фільмі.